# Тала (Якутия)
Тала (якут. Таала) — село в Верхоянском улусе Республики Саха (Якутия) России. Входит в состав Табалахского наслега.

## География
Село находится в северной части Якутии, на северо-западном берегу озера Чуччунг, к востоку от реки Табалаах (приток реки Туостах), на расстоянии примерно 74 км (по прямой) к востоку от посёлка Батагай, административного центра улуса.
Климат
Климат характеризуется как резко континентальный, с продолжительной морозной малоснежной зимой и коротким прохладным летом. Средняя температура воздуха самого тёплого месяца (июля) составляет 16-17 °C; самого холодного (января) — −38 − −48 °C. Среднегодовое количество атмосферных осадков составляет 150—300 мм. Снежный покров держится в течение 215—235 дней в году.
Часовой пояс
Село Тала находится в часовой зоне МСК+7. Смещение применяемого времени относительно UTC составляет +10:00.

## Население
| 2002 | 2010 | 2021 |
| ---- | ---- | ---- |
| 0    | ↗1   | ↘0   |

Половой состав
По данным Всероссийской переписи населения 2010 года в гендерной структуре населения мужчины составляли 100 %.